# Necydalis indica
Necydalis indica là một loài bọ cánh cứng trong họ Cerambycidae.